# Hans G. Jensen
Hans G. Jensen (* 13. März 1856 in Horsens, Dänemark; † 7. September 1922 in Oslo) war ein norwegischer Politiker und Gewerkschafter.

## Leben
Jensen wurde nach seiner Tätigkeiten als Pionier und Aktivist der norwegischen Arbeiter- und Gewerkschaftsbewegung Vorsitzender der norwegischen Arbeiterpartei (Det norske Arbeiderparti) 1888 bis 1889. 
Er war auch der Gründungsvorsitzende des norwegischen Gewerkschaftsbundes (Landsorganisasjonen i Norge) 1899 bis 1900. Von seinem Amt als Vorsitzender des (Landsorganisasjonen i Norge) trat er nach Streit um die Organisationsform der Gewerkschaften zurück. 
In diesem Streit ging es um die Frage: "Regionale Einheitsgewerkschaften oder Fachliche Organisationen".
| Personendaten    | Personendaten                             |
| ---------------- | ----------------------------------------- |
| NAME             | Jensen, Hans G.                           |
| KURZBESCHREIBUNG | norwegischer Politiker und Gewerkschafter |
| GEBURTSDATUM     | 13. März 1856                             |
| GEBURTSORT       | Horsens, Dänemark                         |
| STERBEDATUM      | 7. September 1922                         |
| STERBEORT        | Oslo                                      |